# Albert Schmid (Ingenieur, 1853)
Albert Schmid (*  1853 in der Schweiz; † 31. Dezember 1919 in New York City) war ein Schweizerisch-amerikanischer Maschinen- und Elektroingenieur, der für die Westinghouse Electric Company arbeitete.

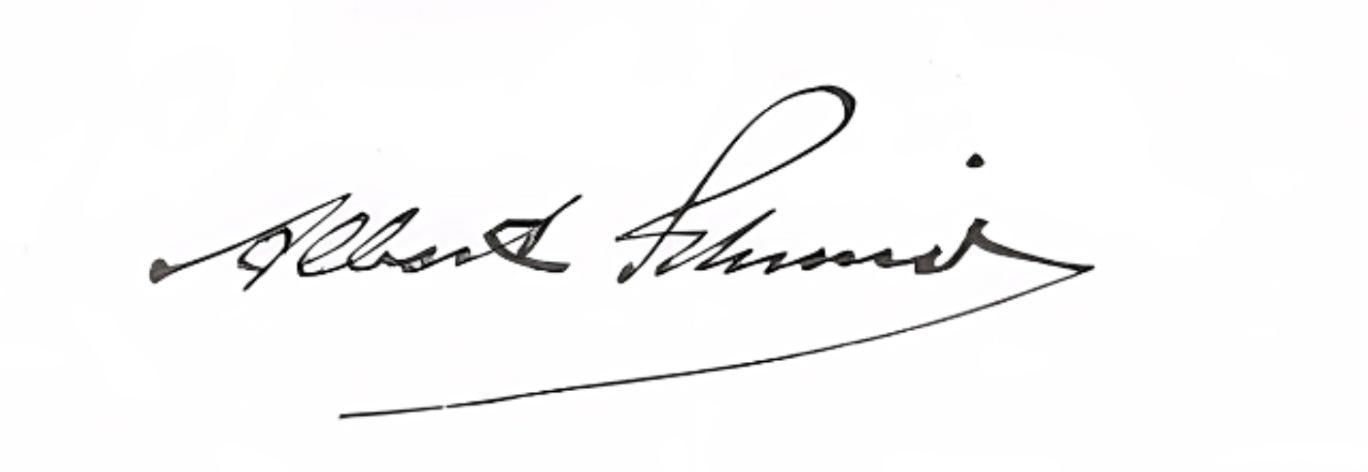
Unterschrift von Albert Schmied

Der in der Schweiz geborene Ingenieur arbeitete in Frankreich in der Westinghouse Air Brake Company (WABCO). Diese Unternehmen wurde von George Westinghouse gegründet und diente der Fertigung von Druckluftbremsen für Eisenbahnen. Westinghouse sah in Schmid einen hervorragenden Konstrukteur und bot ihm deshalb Arbeit in den Vereinigten Staaten an. Schmid reiste 1882 in die USA, wo er eingebürgert wurde und als einer der ersten Ingenieure bei Westinghouse an der Entwicklung elektrotechnischer Geräte arbeitete, die Westinghouse Electric Company wurde erst 1886 gegründet. Schmid arbeitete an einem Wechselstromgenerator, der die erste, fünf Kilometer lange Übertragungsleitung zwischen dem Werk in Pittsburgh und dem Stadtteil Lawrenceville mit Energie versorgte. Nachdem Nikola Tesla sich mit phasenverschobenen Wechselströmen befasste und das Zweiphasenwechselstrom als erstes Mehrphasensystem etabliert hatte, entwarf Schmid zusammen mit Benjamin G. Lamme die Generatoren für die Edward Dean Adams Power Plant an den Niagarafällen, das erste Großkraftwerk zur Erzeugung von Wechselstrom. George Westinghouse bezeichnete Albert Schmid als den größten Maschinenbauer seiner Zeit.

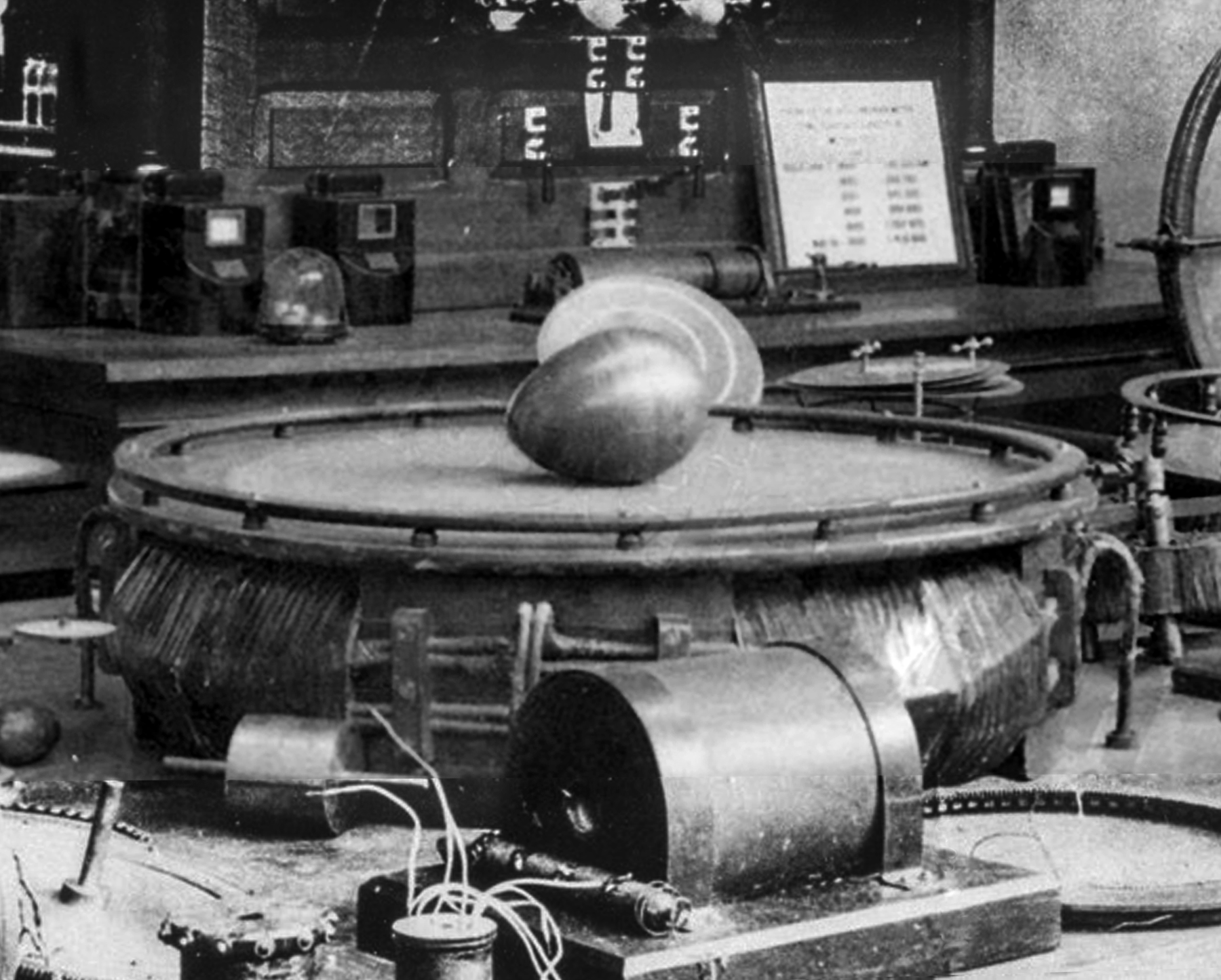
Teslas Ei des Kolumbus

Albert Schmid konstruierte auch das Ei-des-Kolumbus-Exponat für die World’s Columbian Exposition von 1893 in Chicago. Das Ziel war es, am Stand der Westinghouse Electric Company dem Publikum die Möglichkeit zu geben, die Drehfelder zu sehen, die von mehrphasigen Wechselstromsystemen erzeugt werden können. Zu diesem Zweck erzeugte eine mit Zweiphasen-Wechseltrom versorgte Spule mit mehreren Wicklungen ein Drehfeld. Auf der Spule lag eine Holzplattform, auf welcher durch das Drehfeld ein eiförmiger, kupferbeschichteter Körper zu rotieren begann, bis sich dieser ähnlich dem Ei des Kolumbus aufrichtete. In anderen Quellen wird die Konstruktion Charles F. Scott zugeschrieben.
Schmid war um 1893 Betriebsleiter bei der Westinghouse Electric Company und für die Einstellung von Personal verantwortlich. Dazu gehörte auch Bertha Lamme, die Schwester von Benjamin G. Lamme, die als erste Elektroingenieurin an der Ohio State University promoviert hatte.

## Schriften
- The Tesla Multiphase Current Motors. In: The Electrical Engineer. Band 8, Nr. 201, 9. März 1892, S. 243–244 (teslacollection.com).